# Maighread Ní Dhomhnaill

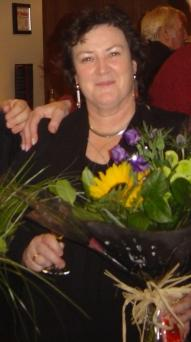

Maighread Ní Dhomhnaill (Ranafast (County Donegal), 1951) is een Iers folkzangeres. Zij komt uit een zeer muzikale familie. Haar tante Neilli verzamelde bijna driehonderd folkliedjes voor de folklorecollectie van de Universiteit van Dublin. Samen met haar broer Micheál Ó Dhomhnaill, zuster Tríona Ní Dhomhnaill, en multi-instrumentalist Daithe Sprule richtte zij de folkgroep Skara Brae op. Zij maakte slechts enkele albums maar is wel te horen als gast op verschillende compilatiealbums.

## Discografie
- 1971 - Skara Brae
- 1975 - Maighread (solo)
- 1991 - No Dowry (met Micheál en Triona)
- 1996 - Celtic Christmas II (compilatiealbum, met ook een optreden van Tríona)
- 1997 - Holding up Half the Sky
- 1997 - Beginish
- 1998 - Celtic Aura, The Irish Traditional Music Special (compilatiealbum)
- 1999 - Celtic Song (compilatiealbum)
- 2000 - A Treasure of Irish Songs (compilatiealbum, met ook een optreden van Tríona)
- 2000 - Between the two Lights (ook met Micheál en Tríona)

- International Standard Name Identifier: 0000 0003 8689 9688
- Library of Congress Control Number: n88678857
- MusicBrainz: 79bbdf5f-d41c-4103-b13b-7ac4c2d7fc34
- Système universitaire de documentation: 229633633
- Virtual International Authority File: 22333980
- WorldCat: E39PBJjhBFmkjcWm37TVyHmjmd